# پایگاه داده آنلاین

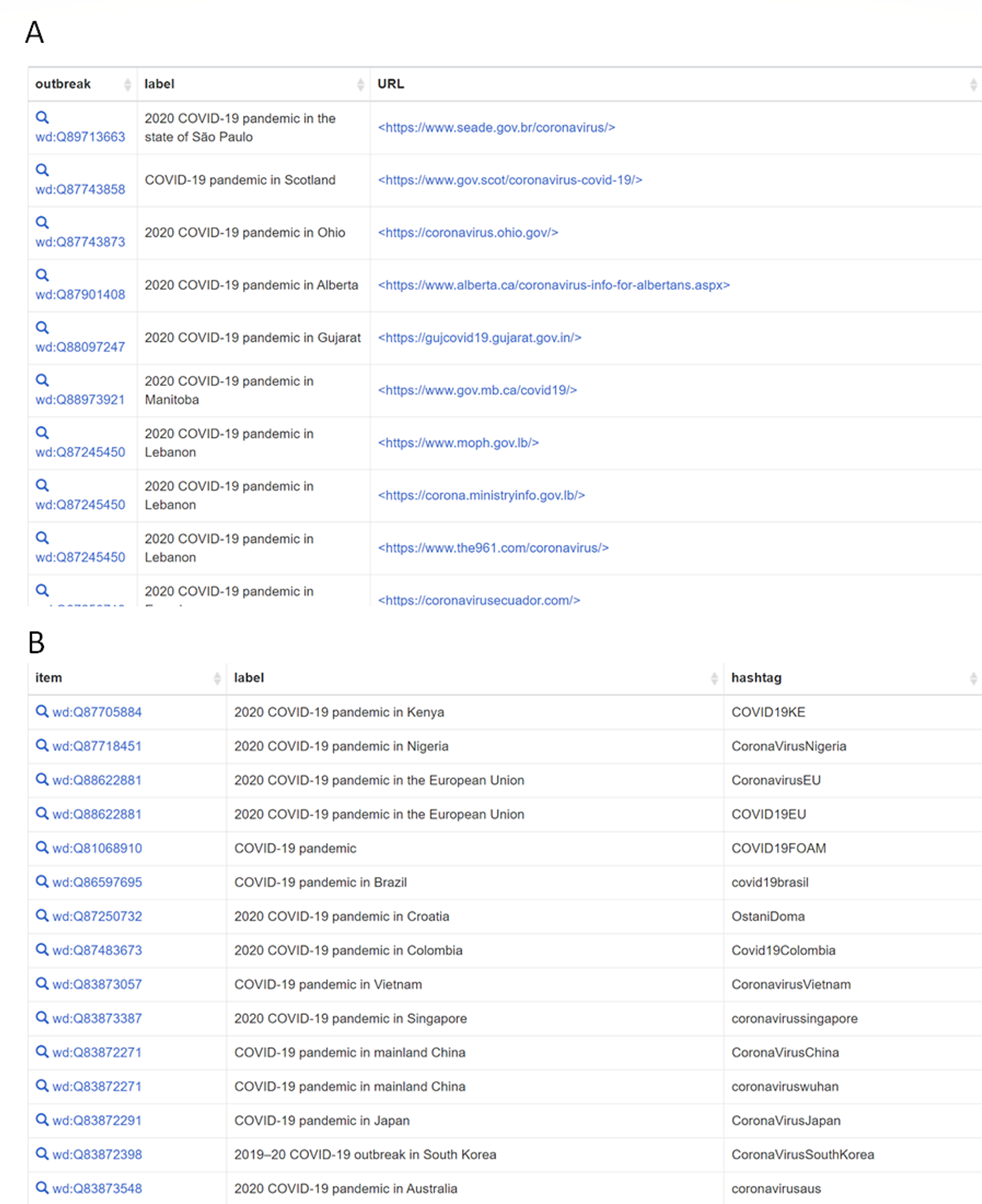
تصویری از پایگاه داده آنلاین

«دادگان برخط» یا «بانک اطلاعاتی برخط» (Online Database) یک نوع «پایگاه داده» است که از طریق یک شبکه مانند اینترنت قابل دسترسی است.
«دادگان برخط» با «پایگاه داده محلی» (Local Database) که در یک رایانه شخصی یا حافظه‌های متصل به آن نظیر «لوح فشرده» نگهداری می‌شود، متفاوت است.
«دادگان برخط» حداقل از طریق یک «مرورگر وب» قابل دسترسی است. ممکن است برای دسترسی به اطلاعات «دادگان برخط»، به پرداخت از طریق «اشتراک ماهیانه» نیاز باشد.

## دادگان‌های برخط انگلیسی
| ردیف | نام         | موضوع                                             | مالک                  | تاریخ راه‌اندازی | سکوی دسترسی                       | منبع |
| ---- | ----------- | ------------------------------------------------- | --------------------- | --------------- | --------------------------------- | ---- |
| ۱    | آی ام دی بی | دادگان برخط فیلم‌های سینمایی و برنامه‌های تلویزیونی | آمازون                | اکتبر ۱۹۹۰      | مرورگر وب و دستگاه همراه (رایگان) | -    |
| ۲    | آل‌گیم       | دادگان برخط بازی‌های ویدئویی                       | شرکت شبکه رسانه‌های آل | ۱۹۹۸            | مرورگر وب (رایگان)                | -    |

## دادگان‌های برخط فارسی
| ردیف | نام        | موضوع                                            | مالک                      | تاریخ راه‌اندازی | نوع دسترسی                                                             | منبع       |
| ---- | ---------- | ------------------------------------------------ | ------------------------- | --------------- | ---------------------------------------------------------------------- | ---------- |
| ۱    | سینما      | دادگان برخط فیلم‌های سینمایی و سریال‌های تلویزیونی | سیلک رایانه               | -               | دستگاه همراه (رایگان)                                                  | کافه بازار |
| ۲    | سی‌سی‌جی‌سیما | دادگان برخط برنامه‌های تلویزیونی                  | تولید‌کننده جوامع رایانه‌ای | دسامبر ۲۰۰۸     | دستگاه رومیزی (رایگان و غیررایگان) و دستگاه همراه (رایگان و غیررایگان) | کافه بازار |